# Sher Bahadur Deuba
Sher Bahadur Deuba (ur. 13 czerwca 1946) – nepalski polityk, pięciokrotny premier Nepalu w latach 1995–1997, 2001–2002, 2004–2005, 2017–2018 oraz 2021-2022. Członek Kongresu Nepalskiego. W latach 2002–2007 lider konkurencyjnego Kongresu Nepalskiego (Demokratycznego).

## Życiorys
Sher Bahadur Deuba po raz pierwszy sprawował urząd premiera od 12 września 1995 do 12 marca 1997.
Po raz drugi został mianowany szefem rządu po rezygnacji Giriji Prasad Koirali 26 lipca 2001. W lipcu 2002 Deuba został wydalony z szeregów Kongresu Nepalskiego po tym, jak wbrew stanowisku swojej partii przedłużył stan wyjątkowy w kraju w celu kontynuowania walki z maoistowskimi partyzantami oraz poprosił króla Gyanendrę o rozwiązanie parlamentu i zwołanie wcześniejszych wyborów. We wrześniu tego samego roku założył własną partię Kongres Nepalski (Demokratyczny).
Z urzędu szefa rządu Deuba został usunięty na skutek bezkrwawego zamachu stanu przeprowadzonego przez króla Gyanendrę 4 października 2002.
Gyanendra przywrócił go na stanowisko 3 czerwca 2004 po politycznych protestach, upadku dwóch kolejnych rządów i braku odpowiedniego kandydata na stanowisko premiera. W swoim trzecim gabinecie Deuba objął również funkcję ministra spraw zagranicznych i obrony.
1 lutego 2005 król Gyanendra rozwiązał rząd i parlament i przejął na ponad rok całkowitą władzę w państwie. Deuba został skazany na dwa lata więzienia w lipcu 2005 pod zarzutem korupcji. 13 lutego 2006 został zwolniony z odbywania kary i oczyszczony z zarzutów.
25 września 2007 Kongres Nepalski (Demokratyczny) połączył się z Kongresem Nepalskim ponownie w jedną partię. W wyborach do Zgromadzenia Konstytucyjnego w kwietniu 2008 Deuba uzyskał mandat deputowanego. 15 sierpnia 2008 został nominowany przez Kongres Nepalski kandydatem partii na stanowisko premiera Nepalu. W głosowaniu w parlamencie przegrał jednak z Prachandą, kandydatem KPN (M). Deuba otrzymał 113 głosów, podczas gdy lider maoistów zebrał 464 głosy poparcia.
13 lipca 2021 ponownie został premierem Nepalu. Funkcję pełnił do 26 grudnia 2022.